# Enquin-sur-Baillons
Enquin-sur-Baillons è un comune francese di 222 abitanti situato nel dipartimento del Passo di Calais nella regione dell'Alta Francia.

## Società

### Evoluzione demografica
Abitanti censiti